# Dišeči klinčevec
Dišeči klinčevec (znanstveno ime Syzygium aromaticum) je rastlina iz družine mirtovk, ki jo poznamo zaradi njenih uporabnih cvetnih popkov- nageljnovih žbic ali klinčkov. Rastlina izvira iz Indonezijskih otokov Moluki in se uporablja kot začimba, aroma ali kot sestavina v dišavnih izdelkih.

## Opis
Klinčevec je zimzelen grm, ki v višino doseže od 8 do 12 m. Ima velike liste in škrlatne cvetove, združene v socvetja. Cvetni popki so sprva bledi, nato se obarvajo zeleno, ko so zreli in pripravljeni na pobiranje pa pordečijo. Klinčki se pobirajo, ko so dolgi med 1,5 in 2 cm. Vsak plod je sestavljen iz podolgovate čaše, ki se konča s štirimi razprtimi čašnimi listi in štirimi neodprtimi cvetnimi listi, ki tvorijo majhno osrednjo kroglico.
Grm ima vitka stebla, ki so nasprotno križno razvejana. Odrasli grmi imajo gosto, piramidasto krošnjo. Listi so ovalne do suličaste oblike, so usnjati in bleščeči. 

## Uporaba
Klinčki se uporabljajo v kuhinji afriških, azijskih in sredozemskih držav ter držav bližnjega in srednjega vzhoda. V jedeh se uporabljajo ob mesu in sadju.